# Molophilus brevisectus
Molophilus brevisectus är en tvåvingeart som beskrevs av Alexander 1971. Molophilus brevisectus ingår i släktet Molophilus och familjen småharkrankar. Inga underarter finns listade i Catalogue of Life.